# 29346 Mariadina
29346 Mariadina è un asteroide della fascia principale. Scoperto nel 1995, presenta un'orbita caratterizzata da un semiasse maggiore pari a 2,7437432 UA e da un'eccentricità di 0,2321501, inclinata di 12,04565° rispetto all'eclittica.